# Within the Realm of a Dying Sun

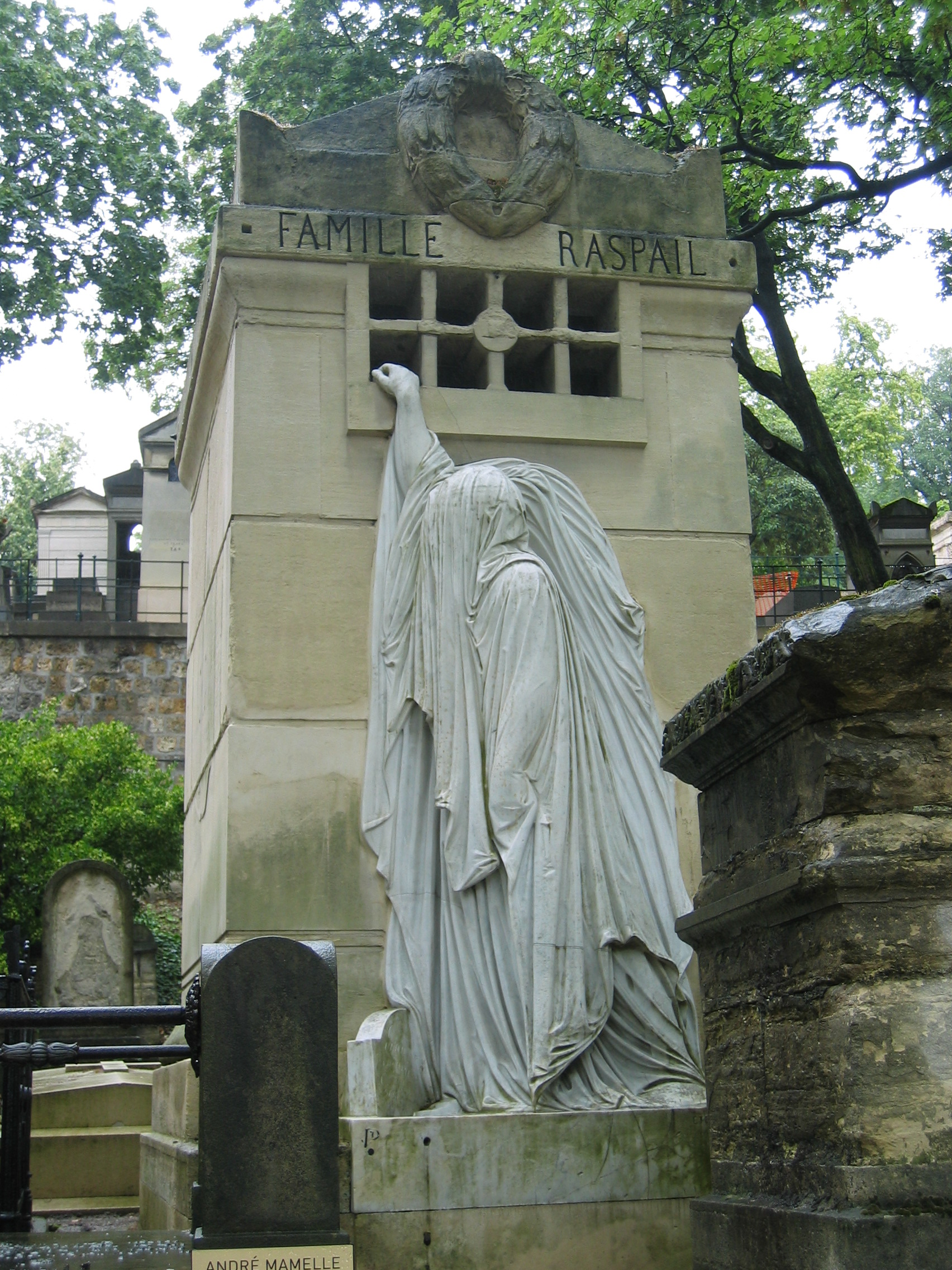
Familiegraf Raspail (2007). (Gesigneerd: Étex, 1854, beeldhouwer en architect)

Within the Realm of a Dying Sun is het derde album van de Australischë band Dead Can Dance.

## Achtergrond
Het album werd uitgebracht in Europa en Australië op 27 juli 1987.
In 1987 was Dead Can Dance voornamelijk het duo Brendan Perry en Lisa Gerrard, bijgestaan door andere muzikanten. Perry en Gerrard hadden zich al eerder gerealiseerd dat ze hun muzikale visies hadden beperkt door te vertrouwen op gitaar, bas en drums. Deze instrumenten waren niet voldoende om hun muzikale visies uit te drukken. Dit is het album van de groep met het meest klassieke geluid. Een kleine formatie van strijk- en blaasinstrumenten zorgt voor de instrumentale rol. Op de eerste helft van het album is de zang van Perry prominent aanwezig, en de zang van Gerrard komt op de tweede helft aan bod. De algemene toon van het album is donker, dramatisch en sacraal, helemaal in overeenstemming met de hoesfoto. OOR's Pop-encyclopedie versie 1992 zag dat Dead Can Dance zich met dit album nog verder van de mainstream-popmuziek verwijderde en hoorde invloeden van Claude Debussy, Anton Bruckner, Gustav Mahler, Arvo Pärt en Igor Stravinsky.
Het album werd opgenomen in april/mei 1987 in de Woodbine Street Recording Studio in Leamington Spa, Engeland. De foto op de albumomslag is gemaakt in Parijs bij het familiegraf van François-Vincent Raspail op de begraafplaats Cimetière du Père-Lachaise.

## Groepsleden
- Brendan Perry - zang, productie, alle andere instrumenten, hoesontwerp
- Lisa Gerrard - zang, yangqin, productie, alle andere instrumenten
- Alison Harling - viool
- Emlyn Singleton - viool
- Piero Gasparini - altviool
- Gus Ferguson - cello
- Tony Gamage - cello
- Ruth Watson - hobo
- Mark Gerrard - trompet
- John Singleton - trombone
- Richard Avison - trombone
- Andrew Claxton - bastrombone, tuba
- Peter Ulrich - pauken

## Tracklist
| nummer | titel                                 | duur |
| ------ | ------------------------------------- | ---- |
| 1      | Anywhere Out of the World             | 5:08 |
| 2      | Windfall                              | 3:30 |
| 3      | In the Wake of Adversity              | 4:14 |
| 4      | Xavier                                | 6:16 |
| 5      | Dawn of the Iconoclast                | 2:06 |
| 6      | Cantara                               | 5:58 |
| 7      | Summoning of the Muse                 | 4:55 |
| 8      | Persephone (The Gathering of Flowers) | 6:36 |